# 338 Budrosa
Budrosa (asteroide 338) é um asteroide da cintura principal com um diâmetro de 63,11 quilómetros, a 2,8532316 UA. Possui uma excentricidade de 0,0201877 e um período orbital de 1 815,04 dias (4,97 anos).
Budrosa tem uma velocidade orbital média de 17,45402873 km/s e uma inclinação de 6,03807º.
Este asteroide foi descoberto em 25 de Setembro de 1892 por Auguste Charlois.